# Brahmina verticalis
Brahmina verticalis är en skalbaggsart som beskrevs av Moser 1915. Brahmina verticalis ingår i släktet Brahmina och familjen Melolonthidae. Inga underarter finns listade.